# 나이지리아의 역사
나이지리아의 역사는 기원전 1,100년경 중동과 아프리카 전역에서 무역을 했던 정착민들로 거슬러 올라간다. 수많은 고대 아프리카 날 나이지리아로 알려진 이 지역에 정착했다. 예를 들면 느리 왕국, 베닌 제국, 오요 제국 등이 있다. 이슬람교는 11세기 보르누 제국과 1385년 하우사 왕국을 통해 나이지리아에 도달했고, 기독교는 15세기에 포르투갈의 아우구스티누스와 카푸친 수사들을 통해 나이지리아에 도달했다. 송가이 제국도 이 지역의 일부를 점령했다. 15세기부터 유럽 노예 무역업자들이 아프리카 노예를 구입하기 위해 이 지역에 도착했고, 오늘날의 나이지리아 지역에서 시작된 대서양 노예 무역의 일부로서, 유럽 노예 무역업자들이 사용한 최초의 나이지리아 항구는 해안 항구인 바다그리였다. 지역 상인들은 그들에게 노예를 제공했고, 그 지역의 민족들 사이에 갈등이 심화되고 사하라 종단 무역을 통해 오래된 무역 패턴을 파괴했다.
라고스는 1851년 영국군에 의해 점령되었고 1865년 영국에 공식적으로 합병되었다. 나이지리아는 1901년에 영국의 보호령이 되었다. 영국의 통치 기간은 1960년까지 지속되었는데, 그 때 독립 운동이 일어나면서 그 나라가 독립할 수 있게 되었다. 나이지리아는 1963년 처음 공화국이 되었으나 3년 후 유혈 쿠데타 이후 군사 통치에 굴복했다. 1967년 비아프라 공화국이 수립되면서 3년간의 나이지리아 내전이 발발했다. 나이지리아는 1979년에 새로운 헌법이 제정된 후 다시 공화국이 되었다. 그러나 1983년 군부가 다시 정권을 잡고 10년 동안 통치하면서 공화국은 오래가지 못했다. 1993년에 새로운 공화국이 세워질 예정이었으나, 사니 아바차 장군에 의해 무산되었다. 아바차는 1998년에 사망했고, 그 다음 해에 4번째 공화국이 세워졌고, 이로 인해 30년간의 간헐적인 군사 통치가 끝났다.

## 식민지 이전 국가 (1500년~1800년)

### 사바나 국가
16세기 동안 송가이 제국은 세네갈강과 감비아강에서 뻗어나와 동쪽의 하우살랜드 일부를 편입하면서 절정에 달했다. 동시에 보르노의 사이파와 왕조는 카넴을 정복하고 송가이 통치하에 있지 않은 하우사 도시까지 지배권을 확장했다. 송가이의 영향으로 이슬람의 학문과 문화가 꽃을 피웠다. 1591년 모로코 군대가 가오와 팀북투를 정복하면서 송가이는 무너졌다. 모로코는 제국을 지배할 수 없었고 하우사 왕국을 포함한 여러 주가 독립했다. 이 붕괴는 하우사인에 대한 송가이의 패권을 약화시켰고 지역 역사의 흐름을 갑작스럽게 바꾸었다.

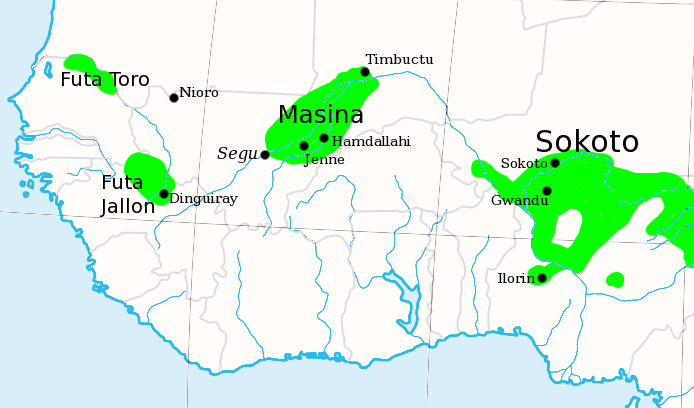
1830년경 서아프리카의 풀라니 지하드 국가

보르노는 카넴의 재위 기간 동안 마이 이드리스 알로마 (1569년경~1600년경)의 치세에 정점에 도달했다. 송가이의 파괴는 보르노를 무차별하게 만들었고 18세기 보르노가 나이지리아 북부를 지배할 때까지 계속되었다. 보르노의 패권에도 불구하고 하우사 왕국들은 계속 승세를 다투었다. 보르노의 입지는 점차 약해졌고, 경쟁하는 하우사 도시들 사이의 정치적 경쟁들을 견제하지 못한 것이 이러한 쇠퇴의 한 예이다. 또 다른 요인은 북부 보르노 지역을 관통한 아가데즈를 중심으로 한 투아레그인의 군사적 위협이었다. 보르노의 쇠퇴의 주요 원인은 18세기 중반부터 사헬 사바나 지역을 강타한 심각한 가뭄이었다. 그 결과, 보르노는 투아레그인에게 많은 북쪽 영토를 빼앗겼고, 투아레그인은 기근을 더 효과적으로 견뎌낼 수 있었다. 보르노는 이후 수십 년 동안 이전의 힘을 일부 회복했지만, 1790년대에 또 다른 가뭄이 발생하여 다시 주를 약화시켰다.
생태학적, 정치적 불안정은 우스만 단 포디오의 지하드에 배경을 제공했다. 하우사 주들의 군사적 경쟁은 가뭄과 기근으로 농부들과 목동들이 피해를 입었던 시기에 그 지역의 경제적 자원을 압박했다. 많은 풀라니족들이 하우살랜드와 보르노로 이주했고, 그들의 도착은 그들을 증세의 원천으로 보는 정치 당국에 대한 충성심이 없었기 때문에 긴장을 고조시켰다. 18세기 말, 일부 이슬람 울라마는 서민들의 불만을 표현하기 시작했다. 이러한 종교 지도자들을 제거하거나 통제하려는 노력은 지하드를 위한 발판을 마련하면서 긴장을 고조시킬 뿐이었다.
아프리카 역사 백과사전에 따르면, "1890년대까지 세계에서 가장 많은 노예 인구인 약 2백만 명이 소코토 칼리파국의 영토에 집중된 것으로 추정된다. 노예 노동의 사용은 특히 농업에서 광범위했다."

## 카넴-보르누 제국
보르노의 역사는 13세기까지 차드호 유역에서 황제의 지위를 획득한 카넴과 밀접한 관련이 있다. 카넴은 서쪽으로 확장되어 보르노가 된 지역을 포함했다. 카넴의 마이(왕)와 그의 궁정은 11세기에 이슬람교를 받아들였고, 서방 제국들도 그랬었다. 이슬람교는 비록 많은 확립된 관습이 유지되었지만 국가의 정치적, 사회적 구조를 강화하기 위해 사용되었다. 예를 들어, 여성들은 계속해서 상당한 정치적 영향력을 행사했다.
마이는 보르노로 카넴의 권위를 확장하기 위해 그의 기마 경호원과 귀족들의 초병 부대를 고용했다. 전통적으로, 그 영토는 왕위 계승자에게 그의 견습 기간 동안 통치하도록 주어졌다. 그러나 14세기에 왕조의 분쟁으로 당시 지배층과 그 추종자들이 보르노로 이주하게 되었고, 그 결과 카누리는 14세기 후반과 15세기에 민족 집단으로 부상했다. 14세기 후반 카넴을 혼란에 빠뜨린 내전은 보르노의 독립을 가져왔다.
보르노의 번영은 수단 횡단 노예 무역과 소금, 가축의 사막 무역에 의존했다. 보르노는 상업적 이익을 보호해야 했기 때문에 15세기부터 16세기까지 계속 전쟁터가 되어 온 카넴에 개입할 수밖에 없었다. 이 시기에 상대적으로 정치적 약점에도 불구하고, 보르노의 궁정과 이슬람 사원은 학자들의 후원 아래 이슬람 문화와 학문의 중심지로서 명성을 얻었다.

## 민주주의의 날
나이지리아의 민주주의의 날은 원래 1999년 올루세군 오바산조 장군이 대통령이 된 이후 매년 5월 29일에 기념되었다. 그러나 2018년 6월 12일, 대통령으로서 무함마두 부하리 장군은 2019년 5월 29일에서 6월 12일로 이 날짜를 변경한다고 발표했다. 이것은 1993년 6월 12일 선거와 그것을 둘러싼 사건들을 기념하기 위한 것이었다.

## 같이 보기
- 아프리카의 역사
- 보코 하람